# FLOPS
El FLOPS (de l'anglès Floating point Operations Per Second) és una unitat de mesura informàtica que s'utilitza com a mesura de rendiment d'un ordinador, especialment els càlculs científics que requereixen un gran ús d'operacions en coma flotant.
Una altra unitat de mesura informàtica és el MIPS que indica la quantitat d'instruccions executades per segon.

## Fórmula de càlcul
El FLOPS es pot calcular amb la següent fórmula :
{\displaystyle {\text{FLOPS}}={\text{sockets}}\times {\frac {\text{cores}}{\text{socket}}}\times {\text{freqüència}}\times {\frac {\text{FLOP}}{\text{cicle de freqüència}}}.}
on core és un processador i socket és un conjunt de processadors.

## Exemples
FLOPS per cicle de diferents famílies de microprocessadors:
| Família de CPU                                                       | Precisió Doble (DP) | Precisió Simple (SP) |
| -------------------------------------------------------------------- | ------------------- | -------------------- |
| Intel Core i Intel Nehalem                                           | 4 DP FLOPs/cycle    | 8 SP FLOPs/cycle     |
| Intel Sandy Bridge i Intel Ivy Bridge                                | 8 DP FLOPs/cycle    | 16 SP FLOPs/cycle    |
| Intel Haswell, Intel Broadwell i Intel Skylake                       | 16 DP FLOPs/cycle   | 32 SP FLOPs/cycle    |
| AMD K10                                                              | 4 DP FLOPs/cycle    | 8 SP FLOPs/cycle     |
| AMD Bulldozer, AMD Piledriver i AMD Steamroller, per mòdul (2 cores) | 8 DP FLOPs/cycle    | 16 SP FLOPs/cycle    |
| Intel Atom (Bonnell, Saltwell, Silvermont i Goldmont)                | 2 DP FLOPs/cycle    | 4 SP FLOPs/cycle     |
| AMD Bobcat                                                           | 2 DP FLOPs/cycle    | 4 SP FLOPs/cycle     |
| AMD Jaguar                                                           | 4 DP FLOPs/cycle    | 8 SP FLOPs/cycle     |
| ARM Cortex-A7                                                        | 1 FLOPs/cycle       | 8 SP FLOPs/cycle     |
| ARM Cortex-A9                                                        | 1 FLOPs/cycle       | 8 SP FLOPs/cycle     |
| ARM Cortex-A15                                                       | 1 DP FLOPs/cycle    | 8 SP FLOPs/cycle     |
| ARM Cortex-A32                                                       | 2 DP FLOPs/cycle    | 8 SP FLOPs/cycle     |
| ARM Cortex-A35                                                       | 2 DP FLOPs/cycle    | 8 SP FLOPs/cycle     |
| ARM Cortex-A53                                                       | 2 DP FLOPs/cycle    | 8 SP FLOPs/cycle     |
| ARM Cortex-A57                                                       | 2 DP FLOPs/cycle    | 8 SP FLOPs/cycle     |
| ARM Cortex-A72                                                       | 2 DP FLOPs/cycle    | 8 SP FLOPs/cycle     |
| Qualcomm Krait                                                       | 1 DP FLOPs/cycle    | 8 SP FLOPs/cycle     |
| Qualcomm Kryo                                                        | 2 DP FLOPs/cycle    | 8 SP FLOPs/cycle     |
| IBM PowerPC A2 (Blue Gene/Q), per core                               | 8 DP FLOPs/cycle    | 8 DP FLOPs/cycle     |
| IBM PowerPC A2 (Blue Gene/Q), per thread                             | 4 DP FLOPs/cycle    | 4 DP FLOPs/cycle     |
| Intel Xeon Phi (Knights Corner), per core                            | 16 DP FLOPs/cycle   | 32 SP FLOPs/cycle    |
| Intel Xeon Phi (Knights Corner), per thread (2 per core)             | 8 DP FLOPs/cycle    | 16 SP FLOPs/cycle    |

FLOPS de diferents famílies de microprocessadors:
| Família de CPU        | FLOPS         | Any  |
| --------------------- | ------------- | ---- |
| AMD ATI RADEON HD4800 | 1 teraFLOPS   | 2008 |
| Intel Core I7 980 XE  | 109 gigaFLOPS | 2010 |
| Nvidia Tesla GPU      | 515 gigaFLOPS | 2010 |
| Google TPU            | 92 teraFLOPS  | 2017 |